# Eye of GNOME
Eye of GNOME (EoG) was een vrij computerprogramma voor GNOME voor het bekijken van afbeeldingen. Het ondersteunde allerlei bestandsformaten, waaronder BMP, JPEG, PNG, SVG, TGA en TIFF. Het was beschikbaar onder de GNU General Public License (GPL). Het was het standaardprogramma in GNOME voor het bekijken van afbeeldingen. In GNOME 45 werd EoG vervangen door Loupe.
Eye of GNOME was hoofdzakelijk bedoeld voor het bekijken van afbeeldingen; het bevatte weinig functionaliteit om afbeeldingen te bewerken.

## Overzicht
Enkele mogelijkheden van Eye of GNOME waren:
- bekijken van verscheidene afbeeldingsformaten
- een diavoorstelling bekijken (van afbeeldingen in een map)
- draaien/spiegelen van een afbeelding
- kenmerken van een afbeelding bekijken

Daarnaast kon de functionaliteit van het programma uitgebreid worden met plug-ins (voor meer afbeeldingsformaten).